# Панченко Євген Михайлович
Панченко Євген Михайлович (6 листопада 1914, с. Юнаківка тепер Сумського району Сумської області — 22 січня 1972, м. Київ) — бандурист.

## З життєпису
Після закінчення семи класів працював бухгалтером на Півненківському цукрозаводі. Грати на бандурі вчився в ансамблі бандуристів, яким керував С. Г. Журман (м. Тростянець), швидко набув хорошої техніки гри та став солістом цього ансамблю. Брав активну участь в концертах, виступав на обласному та республіканському оглядах художньої самодіяльності. В ансамблі виступали і брати Євгена: Валентин та Борис.
Учасник німецько-радянської війни (з 1941 р.), брав участь в боях, а з 1943 р. соліст-бандурист армійського ансамблю. Учасник армійського огляду художньої самодіяльності, нагороджений грамотами, виступав як соліст-бандурист в Румунії, Угорщині, Чехословаччині.
Після демобілізації жив в м. Сумах, працював артистом Сумського музично-драматичного театру ім. Щепкіна. Проживав в м. Бердянську Запорізької області.
В репертуарі бандуриста українські народні пісні (Про Байду, Про Кармелюка, Взяв би я бандуру, Ой кум до куми залицявся) та інші твори.